# Saint Peter (parafia)
St. Peter – parafia w północnej części wyspy Barbados. Parafia wzięła swą nazwę od jednego z dwunastu Apostołów – Świętego Piotra. Oprócz parafii Saint Lucy, jest to jedyna parafia, która sięga obu wybrzeży Barbadosu – zachodniego i wschodniego. 
Położenie blisko Platynowego Wybrzeża jakim jest parafia Saint James, pomogło parafii St. Peter uzyskać miano nowego "gorącego punktu" dla turystów. W parafii znajdują się ciekawe obiekty turystyczne takie jak: luksusowa marina Port Saint Charles (aktualnie jedyna marina na Barbadosie) czy Almond Beach Villege – nadmorski kurort. Obecnie na terenie parafii St. Peter są budowane inne obiekty turystyczne jak: Schooner Bay, Mount Brevitor, Suga Suga, czy Black Bess. Parafia jest otoczona przez białe piaszczyste plaże wliczając w to znaną na całym świecie Mullins Bay. Oprócz tego parafia jest pokryta polami trzciny cukrowej, która była głównym źródłem dochodów dla wyspy w czasach kolonialnych.

## Główne atrakcje St. Peter
- Farley Hill National Park – park narodowy
- Barbados Wildlife Reserve – rezerwat przyrody
- St. Nicholas Abbey – jedna z najlepiej zachowanych posiadłości kolonialnych na wyspie